# 1208 en santé et médecine
| Années de la santé et de la médecine : 1205 - 1206 - 1207 - 1208 - 1209 - 1210 - 1211    |
| Décennies de la santé et de la médecine : 1170 - 1180 - 1190 - 1200 - 1210 - 1220 - 1230 |

Cet article présente les faits marquants de l'année 1208 en santé et médecine.

## Fondations

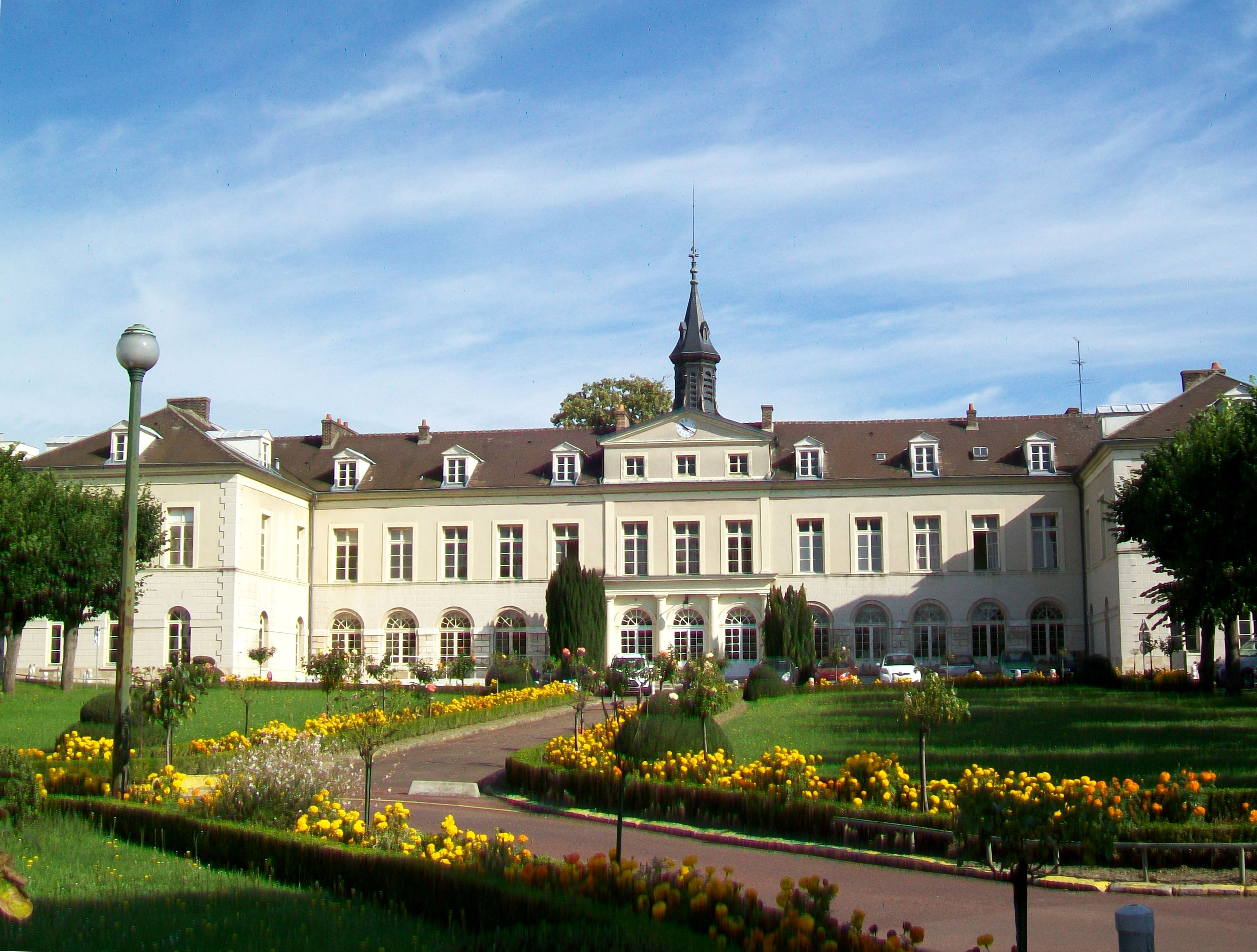
Hôtel-Dieu de Gonesse
rue Pierre-de-Theillay
remplace l'ancien hôpital en 1839

- 20 janvier : l'hôpital de Séez en Normandie  est cité pour la première fois, dans une bulle du pape Innocent III, et comme ayant été fondé par les époux Guillaume et Macée Bérard, bourgeois de la ville toujours vivants[1].

- Fondation de l’université de Palencia, en Castille, première université d’Espagne, où la médecine est enseignée dès l'origine et qui sera transférée à Salamanque en 1404[2],[3],[4].
- Fondation par Robert II, comte de Dreux, seigneur de Brie, de l'hôtel-Dieu de Brie, « pour recevoir les pélerins » et bientôt les « pauvres malades[5] ».
- Fondation à Paris, par les époux Étienne et Ada Belot, bourgeois de la ville, de l'Hôpital des pauvres écoliers, dit par la suite collège des Bons-Enfants et réservé à l'origine à treize étudiants indigents et qui devaient mendier leur pain[6].
- Fondation par Pierre de Theilley de la maison-Dieu de Gonesse[7].
- Fondation de la commanderie de grâce magistrale de Verruyes, dite commanderie Saint-Rémy, par les Hospitaliers de l'ordre de Saint-Jean de Jérusalem[8].

## Divers
- Un mandement de l'évêque de Paris distingue dans l'université de cette ville les médecins (« phisici ») des théologiens, des décrétistes et des artistes[9].
- Le roi Philippe Auguste donne à l'Hôtel-Dieu de Paris, « pour servir au coucher des pauvres, les jonchées qui [tiennent] lieu de tapis dans son palais[10] ».
- Des mesures sont prises à la léproserie du Grand-Beaulieu, à Chartres, pour « entraver par les vêtements ou la nourriture » la propagation d'une maladie dont « le caractère infectieux est sans doute mieux ressenti au XIIIe siècle[11] ».

## Naissance
- 1208[12] ou 1213[13] : Ibn Nafis (mort en 1288), médecin arabe, auteur, en 1242, d'un commentaire d'Avicenne (Al-Shamil fi al-Tibb) où la circulation pulmonaire est décrite pour la première fois.

## Décès
- Guy de Montpellier (né en 1160), fondateur de l'ordre des Hospitaliers du Saint-Esprit.